# コロンビア (蒸気船)
コロンビア(SS Columbia)は、アメリカ合衆国で世紀の変わり目に運用された、現存する2隻の蒸気船の内の1隻である。もう1隻は姉妹船のセント・クレア (Ste. Claire) である。両船はフランク・E・カービーによって設計された。

## 概要
コロンビアは1902年にミシガン州ワイアンドット（Wyandotte, Michigan）で建造され、セント・クレアは1910年にオハイオ州トレドで建造された。全盛期にコロンビアとセント・クレアはデトロイト川をデトロイトからカナダのボアブランク島（Bois Blanc Island）まで下って周航した。夏になると船の三番デッキは島までの90分間、18マイルの遊覧を楽しむ乗客で満員となった。2隻は船上での音楽演奏とダンス、アーケードやスナックバーが特徴であった。2隻はデトロイト川の名物となり、デトロイトの住民によって非常に愛された。
しかし、ボアブランク島への観光客が減少し、乗客が減っていったことを受け、1990年、会社は蒸気船の維持は困難だと考え、1991年夏、コロンビアとセント・クレアは最後の航海をすることとなった。1993年ボアブランク島は閉鎖、開発業者に売却された。コロンビアとセント・クレアは新たに製鉄会社に買収されたが、所有者は1996年にオークションにかけた後、二隻を冬の厳しいミシガン湖に放置した。このような粗悪な扱いにより、2000年ごろにはかつての美しい蒸気船はデッキに穴があいたり、木材が腐ったりと、幽霊船状態となっていた。

## その後
2001年、姉妹船セント・クレアを買収したある資産家の夫婦は、修理のため、セント・クレアをオハイオ州トレドまで牽引し、2002年、更なる改修を行うためにローレイン（Lorain, Ohio）まで牽引される。2005年6月、修理を終えてデトロイト川に戻ってきたセント・クレアはオンタリオ州ウィンザーでドック入りした。これはフリーダム・フェスティバル（Windsor-Detroit International Freedom Festival）という行事の花火大会で出展するためだった。一部を改修したのみだったが、外観はかつてデトロイト川で運航されていた時と同様となった。セント・クレアは2005年9月にマキシム・コーポレーションという会社に買収され、2010年の復帰を目指して改修が行われている。尚、2010年はセント・クレアの就航100周年でもある。
なお、コロンビアは未だに老朽化したまま係留されており、 デトロイト・リバーフロント・コンサーバンシー（Detroit Riverfront Conservancy：保存協会）は2004年、老朽化を食い止めるためコロンビアをタールを塗った防水シートで覆い、コロンビアを買収するか、修理して他の団体に売却するか議論された。そして2006年、協会はUS$500万ドルの予算はあったものの、仮に補修したとしても大きな利益は得られないとして、コロンビアの改修を断念し、NPOに売却することとなる。NPOは「S.S.コロンビア・プロジェクト」 を発足させ、アメリカ合衆国国定歴史建造物指定とハドソン川での運航再開を目指している。